# Stanhope, New Jersey
Stanhope är en ort i Sussex County i delstaten New Jersey, USA.